# Francisco de Tagle Bracho y Sánchez
Francisco José de Tagle Bracho y Sánchez de Tagle (Lima, 11 de septiembre de 1714 - 7 de mayo de 1794), sacerdote criollo de origen cántabro que ocupó altos cargos eclesiásticos y académicos en el Virreinato del Perú. Rector de la Universidad de San Marcos.

## Biografía
Sus padres fueron los cántabros José Bernardo de Tagle Bracho, acaudalado comerciante y I Marqués de Torre Tagle, y Rosa Juliana Sánchez de Tagle e Hidalgo. Inició sus estudios en el Real Colegio de San Martín (1729), y los continuó en el Seminario de Santo Toribio, donde recibió las órdenes mayores. Obtuvo el grado de Doctor en Cánones en la Universidad de San Marcos.
Investido con el hábito de caballero de la Orden de Calatrava (1749), fue incorporado al Cabildo Metropolitano de Lima como racionero (1749), pasó luego a canónigo doctoral (1759), maestrescuela (1764) y arcediano (1766). Elegido rector sanmarquino (1784), en oposición a la tendencia renovadora personificada por José Baquíjano y Carrillo, debió afrontar los cargos del virrey Agustín de Jáuregui por haberse impreso sin licencia el crítico Elogio que el joven catedrático se atrevió a dar como recibimiento a la nueva autoridad virreinal.
| Predecesor: José Miguel de Villalta | Rector de la Universidad de San Marcos 1784 - 1787 | Sucesor: Nicolás Sarmiento de Sotomayor |